# Lygniodes schoenbergi
Lygniodes schoenbergi är en fjärilsart som beskrevs av Arnold Pagenstecher 1890. Lygniodes schoenbergi ingår i släktet Lygniodes och familjen nattflyn. Inga underarter finns listade i Catalogue of Life.